# 장승포초등학교
장승포초등학교는 대한민국 경상남도 거제시 장승포동에 있는 공립 초등학교이다.

## 학교 연혁
- 1921년 6월 1일 통영군 이운공립보통학교(4년제) 개교(설립인가 4월 1일)
- 1922년 4월 1일 6년제로 승격
- 1934년 3월 31일 옥포분교장 분리
- 1938년 4월 1일 이운공립심상소학교 개칭[1]
- 1941년 4월 1일 이운공립국민학교 개칭[2]
- 1946년 6월 8일 장승포공립국민학교 (명칭 변경)
- 1950년 4월 1일 장승포국민학교 (명칭 변경)[3]
- 1954년 4월 9일 아양분교장 분리
- 1975년 3월 1일 마전국민학교 분리
- 1975년 3월 1일 병설유치원 개원
- 1986년 3월 1일 능포국민학교 분리
- 1996년 3월 1일 장승포초등학교로 개칭[4]
- 2015년 9월 1일 제36대 강기룡 교장 부임
- 2017년 2월 15일 제92회 졸업식(졸업생수 16,705명)

## 참고 자료
- 장승포초등학교 - 한국교육학술정보원 학교알리미